# Jacobiasca puncta
Jacobiasca puncta är en insektsart som beskrevs av Irena Dworakowska 1977. Jacobiasca puncta ingår i släktet Jacobiasca och familjen dvärgstritar.
Artens utbredningsområde är Kamerun. Inga underarter finns listade i Catalogue of Life.